# Judas (western)
Judas é um personagem italiano fictício do gênero faroeste. Ele foi criado em 1979 por Ennio Missaglia (1930-1993), seu irmão Vladimiro e Ivo Pavone, para a Sergio Bonelli Editore.

Judas é um pistoleiro rápido no gatilho, que trabalha para a (verdadeira) Agência de Investigação Particular Pinkerton, estimado pelo chefe Allan Pinkerton mas impopular entre os colegas e que nutre ódio pelos criminosos, não se importando em matá-los. Recebeu dos fora-da-lei seu apelido bíblico de (Judas), quando deixou seus companheiros assaltantes (o fato deve-se a um acontecimento em que perdeu sua amada Vivian) e passou a persegui-los.
No Brasil, em 1980 a Editora Vecchi publicou Judas com o nome de Chacal na revista em de mesmo nome, após as 16 histórias italianas, o escritor Antônio Ribeiro criou um novo Chacal, Ribeiro deu-lhe o nome de Tony Carson, pseudônimo que ele usava para escrever livros de bolso pulp de faroeste para a editora Monterrey.. Em 1989 a Editora Record republicou a série respeitando o título e formato italianos.

## Lista de Episódios
- Judas 01 - Calibro 45 / Calibre 45
- Judas 02 - Giustiziere / O justiceiro
- Judas 03 - Pista insanguinata / Pista de sangue
- Judas 04 - Croce fiammeggiante / A cruz ardente
- Judas 05 - Gola del lupo / A Garganta do Lobo
- Judas 06 - Attentato / O atentado
- Judas 07 - Bounty Killer
- Judas 08 - Fantasma della valle / O fantasma do vale
- Judas 09 - Capro espiatorio / Bode expiatório
- Judas 10 - Cougar, il fuorilegge / Cougar, o fora-da-lei
- Judas 11 - Daisho!
- Judas 12 - Testimone / A testemunha
- Judas 13 - Shoshones!
- Judas 14 - Giorno della vendetta / O dia da vingança
- Judas 15 - Alba di sangue / Crepúsculo sangrento
- Judas 16 - Esca umana / Isca humana